# Wolf (Wolf)
Wolf è il primo album omonimo del gruppo musicale svedese Wolf, pubblicato nel 1999 dalla Prosthetic Records.

## Tracce
1. In the Shadow of Steel – 1:43
2. Moonlight – 3:30
3. The Parasite – 4:55
4. Electric Raga – 3:08
5. The Voyage – 3:44
6. Desert Caravan – 5:48
7. The Sentinel – 5:16
8. 243 – 4:03
9. In the Eyes of the Sun – 7:42

## Formazione

### Gruppo
- Niklas Olsson – voce, chitarra, sitar, testi
- Mikael Goding – basso
- Daniel Bergkvist – batteria, testi